# Нерчинский 1-й казачий полк
Нерчинский 1-й казачий полк или 1-й Нерчинский Его Императорского Высочества Наследника Цесаревича полк Забайкальского казачьего войска.

## Формирование и кампании полка
В 1689 г. Ф. А. Головиным был заключён с Китаем в Нерчинске договор, определивший восточную границу Забайкалья, бывшие с ним два добровольных полка Сибирских казаков были определены на службу в Нерчинске, Селенгинске и Верхнеудинске, как городовые команды.
Вновь утверждённым уставом о Сибирских городовых казаках из Нерчинской и Верхнеудинской казачьих городовых команд 22 июля 1822 г. образован Забайкальский городовой казачий полк.
17 марта 1851 г. было образовано Забайкальское казачье войско, на формирование 3-го русского забайкальского полка была обращена Нерчинская казачья городовая команда и часть Пограничных забайкальских русских казаков.
6 мая 1872 г. 3-й русский забайкальский полк назван Забайкальским конным казачьим полком № 3 и тогда же полк определён быть второочередным и распущен на льготу. В 1893 г. льготый полк был назван 4-м полком.
Окончательно полк сформирован 1 января 1898 г. из 7, 8 и 9-й сотен 1-го Читинского полка и из трёх вновь сформированных со льготы сотен 4-го полка; при формировании полк получил наименование 3-й Забайкальский казачий полк. 15 января 1898 г. полк назван 1-м Нерчинским полком Забайкальского казачьего войска.
Первым боевым опытом полка явилось участие в подавлении Боксерского восстания в Китае. 5-я сотня была командирована в Порт-Артур и в составе отряда генерала Церпитского приняла участие в боях в боксёрами в Южной Маньчжурии и Чжилийской провинции. Остальные сотни были рассредоточены вдоль Амура и действовали сначала против хунхузов, а затем вошли в состав отрядов генералов Мищенко, Ренненкампфа и Каульбарса и находились в Северной Маньчжурии. Наградой полка за эту кампанию стали четыре Георгиевские серебряные трубы с надписью «За Эюр, Хинган и Цицикар в 1900 году», пожалованные 19 февраля 1903 г. в 1-ю и 2-ю сотни. 183 казака были награждены знаком отличия военного ордена.
В начале русско-японской войны полк вошёл в состав отдельного отряда под руководством своего полкового командира полковника Павлова, направился в северные районы Кореи и выдержал бой с японцами под Вонсаном. Затем полк по-прежнему находился в Корее в отряде генерала Косоговского. 16 марта 1905 г. полк имел серьёзное дело с японцами под Кильжду. Всего за русско-японскую войну Георгиевскими крестами было награждено 78 казаков, причём вахмистр Евстафий Метелев стал первым полным георгиевским кавалером полка. По окончании войны полку было назначено место постоянной дислокации в Благовещенске. 17 марта 1908 г., в день полкового праздника, всем чинам полка были пожалованы знаки отличия на головные уборы «За поход в Корею в 1904 и 1905 годах».
В 1905—1906 гг. полк принимал участие в пресечении беспорядков на Дальнем Востоке. В августе 1906 г. он был включен в состав Уссурийской конной бригады, развернутой в 1916 г. в Уссурийскую конную дивизию.
Осенью 1916 года полк за блестящую атаку против трёх австрийских полков в августе получил шефство Наследника Цесаревича Алексея Николаевича и стал именоваться 1-м Нерчинским казачьим Наследника Цесаревича полком.
В 1915 г. командиром полка был назначен полковник барон П. Н. Врангель. Подразделения полка приняли участие в бою у Попелян 1 июня 1915 г.
В полку служили на должностях командиров сотен подъесаулы Р. Ф. Унгерн фон Штернберг и Г. М. Семенов, ставшие в годы Гражданской войны видными лидерами Белого движения на Дальнем Востоке.

### Офицеры
| Описание     | Знаки различия по состоянию на 1904-1909 гг. | Знаки различия по состоянию на 1904-1909 гг.       | Знаки различия по состоянию на 1904-1909 гг.       | Знаки различия по состоянию на 1904-1909 гг. | Знаки различия по состоянию на 1904-1909 гг. | Знаки различия по состоянию на 1904-1909 гг. | Знаки различия по состоянию на 1904-1909 гг. | Знаки различия по состоянию на 1904-1909 гг. | Знаки различия по состоянию на 1904-1909 гг. |
| ------------ | -------------------------------------------- | -------------------------------------------------- | -------------------------------------------------- | -------------------------------------------- | -------------------------------------------- | -------------------------------------------- | -------------------------------------------- | -------------------------------------------- | -------------------------------------------- |
|              |                                              | ru: Просьба за изготовлением и перемещеним картиу! | ru: Просьба за изготовлением и перемещеним картиу! |                                              |                                              |                                              |                                              |                                              |                                              |
| Погоны       |                                              | ru: Просьба за изготовлением и перемещеним картиу! | ru: Просьба за изготовлением и перемещеним картиу! |                                              |                                              |                                              |                                              |                                              |                                              |
|              |                                              | ru: Просьба за изготовлением и перемещеним картиу! | ru: Просьба за изготовлением и перемещеним картиу! |                                              |                                              |                                              |                                              |                                              |                                              |
| Классный чин |                                              | Полковник                                          | Войсковой старшина                                 |                                              | Есаул                                        | Подъесаул                                    | Сотник                                       | Хорунжий                                     |                                              |
| Группа       | Штаб-офицеры                                 | Штаб-офицеры                                       | Штаб-офицеры                                       | Штаб-офицеры                                 | Обер-офицеры                                 | Обер-офицеры                                 | Обер-офицеры                                 | Обер-офицеры                                 | Обер-офицеры                                 |

## Командиры полка
- 11.05.1898 — 24.03.1903 — полковник Котов, Иван Степанович
- 10.05.1903 — 04.09.1907 — полковник Павлов, Александр Александрович
- 28.10.1907 — 16.03.1914 — полковник Перфильев, Михаил Аполлонович
- 17.03.1914 — 28.09.1915 — полковник Жулебин, Петр Петрович
- xx.xx.1915 — 08.10.1915 — полковник Кузнецов, Константин Николаевич
- 08.10.1915 — 24.12.1916 — полковник Врангель, Пётр Николаевич
- 07.02.1917 — полковник Маковкин, Александр Евплович